# Zlot, Bor
Zlot (izvirno srbsko Злот) je naselje v Srbiji, ki upravno spada pod Občino Bor; slednja pa je del Borskega upravnega okraja.

## Demografija
V naselju živi 3093 polnoletnih prebivalcev, pri čemer je njihova povprečna starost 43,1 let (41,5 pri moških in 44,6 pri ženskah). Naselje ima 1129 gospodinjstev, pri čemer je povprečno število članov na gospodinjstvo 3,33.
Prebivalstvo je večinoma nehomogeno, a v času zadnjih treh popisov je opazno zmanjšanje števila prebivalcev.
|  |

| Demografija | Demografija     | Demografija     |
| Leto        | Št. prebivalcev | Št. prebivalcev |
| ----------- | --------------- | --------------- |
|             |                 |                 |
|             |                 |                 |
|             |                 |                 |
|             |                 |                 |
| 1948        | 5465            |                 |
| 1953        | 5661            |                 |
| 1961        | 5538            |                 |
| 1971        | 5233            |                 |
| 1981        | 4918            |                 |
| 1991        | 4280            | 4247            |
| 2002        | 3836            | 3757            |
|             |                 |                 |

| Etnična sestava po popisu iz leta 2002 | Etnična sestava po popisu iz leta 2002 | Etnična sestava po popisu iz leta 2002 | Etnična sestava po popisu iz leta 2002 | Etnična sestava po popisu iz leta 2002 |
| -------------------------------------- | -------------------------------------- | -------------------------------------- | -------------------------------------- | -------------------------------------- |
| Srbi                                   | Srbi                                   |                                        | 1.791                                  | 47,67%                                 |
| Vlahi                                  | Vlahi                                  |                                        | 1.600                                  | 42,58%                                 |
| Romuni                                 | Romuni                                 |                                        | 6                                      | 0,15%                                  |
| Albanci                                | Albanci                                |                                        | 5                                      | 0,13%                                  |
| Črnogorci                              | Črnogorci                              |                                        | 4                                      | 0,10%                                  |
| Jugoslovani                            | Jugoslovani                            |                                        | 4                                      | 0,10%                                  |
| Nemci                                  | Nemci                                  |                                        | 3                                      | 0,07%                                  |
| Makedonci                              | Makedonci                              |                                        | 2                                      | 0,05%                                  |
| Goranci                                | Goranci                                |                                        | 2                                      | 0,05%                                  |
| Hrvati                                 | Hrvati                                 |                                        | 1                                      | 0,02%                                  |
| Muslimani                              | Muslimani                              |                                        | 1                                      | 0,02%                                  |
| Madžari                                | Madžari                                |                                        | 1                                      | 0,02%                                  |
| Neznano                                | Neznano                                |                                        | 123                                    | 3,27%                                  |